# 許雲濤
許雲濤（1534年—1614年），字元靜，一字時化，號湛宇，山東東昌府堂邑縣人，軍籍，明朝政治人物。

## 生平
嘉靖三十一年（1552年）壬子科山東鄉試第四十二名舉人，隆慶五年（1571年）中式辛未科會試第九十六名，三甲第一百三十四名進士。户部觀政，授滑縣知縣，萬曆四年（1576年）擢升南京戶部主事，巡視倉場，又榷稅九江，萬曆五年（1577年）四月以庫役盜太倉銀罪，坐典守不力，降一級調外任，降潁州同知。六年升苏州府通判，七年升户部主事，十一年累升戶部雲南司郎中，十一年（1583年）七月升任山西按察司僉事，冀北兵备道，驻大同，十三年晉本省布政司参议，十五年升山西副使，加右參政兼按察司副使，分巡太原等处地方，十七年调簡。萬曆四十二年（1614年）卒，享年八十一。

## 家族
曾祖許讓；祖父許洪；父許廷宦，母馬氏。永感下。從兄許雲鵬（按察司副使），兄許雲峯（監生）、許雲巖，弟許雲霖、許雲搏、許雲梯、許雲岱、許雲樓。